# Rio Crişul Mic (Crişul Negru)
O Rio Crişul Mic (Crişul Negru) é um rio da Romênia, afluente do Crişul Negru, localizado no distrito de Bihor.